# Andrij Diaczkow
Andrij Serhijowycz Diaczkow (ur. 28 kwietnia 1985 w Kijowie) – ukraiński siatkarz, grający na pozycji przyjmującego, reprezentant Ukrainy. Od sezonu 2016/2017 występuje w drużynie Montpellier UC.

## Sukcesy klubowe
Mistrzostwo Ukrainy:
- 2006, 2009
- 2007, 2008

Puchar Ukrainy:
- 2007, 2008

Puchar Ligi Greckiej:
- 2015

Mistrzostwo Grecji:
- 2015

Mistrzostwo Francji:
- 2017